# Peder Wachtmeister
Peder Carl-Adam Nils Wachtmeister, född 9 augusti 1945 i Bärbo församling i Södermanlands län, är en svensk greve, lantbrukare och politiker (moderat). Han var riksdagsledamot (talmansersättare) 2006–2010 och 2011–2014, invald för Södermanlands läns valkrets. Från 2002 till 2004 var han ledamot av Europaparlamentet och 1991–1994 var han kommunalråd och ordförande i Nyköpings kommunstyrelse, och 1994–2002 oppositionsråd.

## Biografi
Wachtmeister är son till Melcher Fredrik Wachtmeister (född 28 oktober 1919, död 2000) och hans hustru Monica Sonja Charlotta Wachtmeister (född Björnstjerna 4 maj 1920, död 7 juli 1955) samt sonson till Nils Wachtmeister. Hans fars kusin var Ian Wachtmeister.
Wachtmeister stod på sjunde plats på Moderaternas valsedel i Europaparlamentsvalet 1999. Han blev inte invald då, men när Gunilla Carlsson blev riksdagsledamot 2002 blev Wachtmeister hennes efterträdare i parlamentet. Han kandiderade på nytt i valet 2004 men blev inte omvald.
Wachtmeister kandiderade i riksdagsvalet 2006 och blev ersättare. Han tjänstgjorde som talmansersättare för Per Westerberg under hela mandatperioden 2006–2010. Wachtmeister kandiderade även i riksdagsvalet 2010 och blev ersättare. Han tjänstgjorde åter som talmansersättare för Westerberg, från och med 21 januari 2011 till mandatperiodens slut.
I riksdagen var Wachtmeister ledamot i finansutskottet 2006–2010 och 2012–2014, EU-nämnden 2006–2010 och 2012–2014 samt kulturutskottet 2011–2012. Han var även suppleant i EU-nämnden.